# Ting Süe-siang
Ting Süe-siang (čínsky pchin-jinem Dīng Xuēxiáng, znaky 丁薛祥; * 13. září 1962) je čínský komunistický politik, člen stálého výboru politbyra (od 2022) a první místopředseda vlády (od 2023). Předtím vedl hlavní kancelář ústředního výboru KS Číny (2017–2023), byl tajemníkem sekretariátu (2017–2022) a je členem politbyra (od 2017). Původně zaměstnanec Šanghajského ústavu pro výzkum materiálů, kde se vypracoval z vědeckého pracovníka na ředitele, přešel roku 1999 do šanghajského vedení komunistické strany, odkud byl roku 2013 přeložen do Pekingu na místo zástupce vedoucího hlavní kanceláře ústředního výboru. Od roku 2012 je v širším vedení KS Číny jako kandidát (2012–2017) a člen (od 2017) ústředního výboru KS Číny.

## Kariéra
Ting Süe-siang se narodil 13. září 1962 v Nan-tchungu na jihovýchodě provincie Ťiang-su. V letech 1978–1982 studoval na Severovýchodní čínské univerzitě těžkého strojírenství. Roku 1982 nastoupil do Šanghajského ústavu pro výzkum materiálů jako vědecký pracovník, roku 1984 vstoupil do Komunistické strany Číny. V Šanghajském ústavu pro výzkum materiálů pracoval do roku 1999, naposled ředitel. Při zaměstnání absolvoval postgraduální studium administrativy na Univerzitě Fu-tan (1989–1994).
Od roku 1999 dva roky pracoval v šanghajském městském výboru pro vědu a technologie, poté přešel do aparátu komunistické strany. V letech 2001–2004 působil ve vedení stranické organizace šanghajského obvodu Ča-pej, poté sloužil v organizačním oddělení šanghajského městského výboru KS Číny, byl zástupcem generálního sekretáře a generálním sekretářem (2007–2012) šanghajského městského výboru KS Číny. Roku 2007 spolupracoval se Si Ťin-pchingem, který tehdy vedl šanghajský městský výbor KS Číny. Od roku 2012 byl Ting Süe-siang tajemníkem komise pro politické a právní záležitosti šanghajského městského výboru KS Číny. Na závěr XVIII. sjezdu KS Číny v listopadu 2012 byl zvolen kandidátem ústředního výboru.
Roku 2013 byl přeložen ze Šanghaje do Pekingu na místo zástupce vedoucího hlavní kanceláře ústředního výboru KS Číny, současně řídil osobní kanceláře prezidenta Čínské lidové republiky a generálního tajemníka ÚV KS Číny (Si Ťin-pchinga). Na závěr XIX. sjezdu KS Číny v říjnu 2017 byl zvolen členem politbyra a tajemníkem sekretariátu ÚV KS Číny a současně převzal vedení hlavní kanceláře ústředního výboru.
Na XX. sjezdu KS Číny v říjnu 2022 byl potvrzen v politbyru a zvolen i členem stálého výboru politbyra. V březnu 2023 ho v čele hlavní kanceláře ústředního výboru nahradil Cchaj Čchi. Namísto toho byl při sestavení nové vlády týž měsíc jmenován prvním místopředsedou vlády.